# Dragutin Vrđuka
Dragutin Vrđuka (ur. 3 kwietnia 1895 w Pasanskiej Goricy, zm. 23 stycznia 1948 w Zagrzebiu) – chorwacki piłkarz występujący na pozycji bramkarza.

## Kariera
Vrđuka przez całą karierę zawodniczą związany był z 1. HŠK Građanski Zagrzeb, w którym występował w latach 1920–1925.
W reprezentacji Jugosławii wystąpił 7 razy – debiutował 28 sierpnia 1920 roku na igrzyskach w Antwerpii, w meczu przeciwko Czechosłowacji (0:7). Ponownie na igrzyskach wystąpił w 1924 roku w Paryżu.

### Mecze w reprezentacji[2]
| L.p. | Przeciwnik     | Data                 | Miejsce   | Wynik  |
| ---- | -------------- | -------------------- | --------- | ------ |
| 1    | Czechosłowacja | 28 sierpnia 1920     | Antwerpia | 7:0*   |
| 2    | Egipt          | 2 września 1920      | Antwerpia | 2:4**  |
| 3    | Czechosłowacja | 28 października 1921 | Praga     | 6:1    |
| 4    | Polska         | 1 października 1922  | Zagrzeb   | 1:3    |
| 5    | Czechosłowacja | 28 października 1923 | Praga     | 4:4    |
| 6    | Austria        | 10 lutego 1924       | Zagrzeb   | 1:4    |
| 7    | Urugwaj        | 26 maja 1924         | Colombes  | 0:7*** |

* 7:0 dla Czechosłowacji

** 4:2 dla Egiptu

*** 7:0 dla Urugwaju